# Gør det noget
Gør det noget er Gasolin's ottende album, der udkom i 11. november 1977.

## Spor
1. "Det bedste til mig og mine venner" (Gasolin'/Gasolin', M. Mogensen)
2. "Smukke Møller" (Gasolin'/Gasolin', M. Mogensen)
3. "Jumbo nummer nul" (Gasolin'/Gasolin', M. Mogensen)
4. "December i New York" (Gasolin'/Gasolin', M. Mogensen)
5. "Place Sct. Michelle" (Gasolin'/Gasolin', M. Mogensen)
6. "Strengelegen" (Gasolin')
7. "Get On The Train" (Gasolin'/Gasolin', O. Ahlstrup, M. Mogensen)
8. "Kattemor" (Gasolin'/Gasolin', M. Mogensen)
9. "Bob-shi-bam" (Gasolin'/Gasolin', M. Parkvist, M. Mogensen)
10. "Længes hjem" (Gasolin'/Gasolin', M. Mogensen)
11. "Gør det noget" (Gasolin'/Gasolin', M. Mogensen)
12. "Kina rock" (Gasolin')